# Melinis reynaudioides
Melinis reynaudioides là một loài thực vật có hoa trong họ Hòa thảo. Loài này được (C.E.Hubb.) Zizka mô tả khoa học đầu tiên năm 1988.